# Raisa Smetanina
Raisa Petrovna Smetanina (ryska: Раиса Петровна Сметанина), född den 29 februari 1952 i Mochtja, Komi, Ryska SFSR, Sovjetunionen, är en rysk före detta längdskidåkare.  
Hon deltog i samtliga internationella mästerskap mellan 1974 och 1992, och erövrade inte mindre än tio olympiska medaljer samt tolv VM-medaljer. Säsongen 1980/81 vann hon Världscupen i längdskidåkning, och hon kom på andra plats 1983/84.
Med sina sammanlagt tjugotvå medaljer från VM och OS är hon den tredje mest framgångsrika kvinnliga längdskidåkaren i historien efter Marit Bjørgen och Jelena Välbe. Hon är också ensam om att ha tagit medalj i fem olympiska vinterspel. Under OS i Albertville 1992 blev hon, genom sin seger blott två veckor före sin fyrtioårsdag, den äldsta kvinnliga olympiska guldmedaljören genom tiderna. 1979 tilldelades hon Holmenkollenmedaljen.